# 托切诺
托切诺（義大利語：Toceno），是意大利韦尔巴诺-库西亚-奥索拉省的一个市镇。总面积15平方公里，人口765人，人口密度51.0人/平方公里（2009年）。ISTAT代码为103065。